# Камп чирлидерсица
Камп чирлидерсица (енгл. Cheerleader Camp) је амерички слешер хорор филм из 1988. године, редитеља Џона Квина, са Бетси Расел, Лејфом Гаретом, Лусиндом Дики и Лори Грифин у главним улогама. Радња прати групу девојака које у летњем кампу, на такмичењу у чирлидингу, прогонои серијски убица.
Филм је сниман у Орегону, током септембра 1987, а премијерно је приказан наредне године. Делимично је инспирисан убиством Кирстен Костас, које се догодило 1984. године. Добио је негативне оцене критичара, а публика сајта Ротен томејтоуз оценила га је са 23%.
Продуценти су дуго планирали наставак, који није реализован. Уместо њега, направљен је Камп страха (1991), у коме, такође, Бетси Расел тумачи главну улогу.

## Радња
Чирлидерсица Алисон Вентворт има ужасне кошмаре о предстојећем такмичењу у чирлидингу. Она ипак одлази у камп где се одржава такмичење и навијачице убрзо почиње да прогони мистериозни серијски убица.

## Улоге
| Глумац        | Улога           |
| ------------- | --------------- |
| Бетси Расел   | Алисон Вентворт |
| Лејф Гарет    | Брент Хувер     |
| Лусинда Дики  | Кори Фостер     |
| Лори Грифин   | Бони Рид        |
| Бак Флауер    | Поп             |
| Травис Макина | Тими Мозер      |
| Тери Вајгел   | Пем Бентли      |
| Ребека Ферати | Тереса Салазар  |
| Вики Бенсон   | госпођа Типтон  |
| Џеф Притиман  | шериф Пухер     |